# 高耀乡
高耀乡是中国陕西省商洛市洛南县下辖的一个乡。

## 行政区划
高耀乡下辖以下行政区：
三条岭村、高耀村、会仙村、天明村、龙河村、里龙村、双关村、西塬村、兴龙村、杨河村、狮醒村